# DuelJewel
DuelJewel(デュエルジュエル)는 1997년 1월 슌, 바루와 사이에 의하여 결성된 일본의 비주얼계 밴드이다. 2002년 4월에 현재멤버로 활동개시했다.

## 멤버
하야토 (隼人) - 보컬
- 12월 29일생, B형
- 도쿄 출신

슌 (Shun) - 기타
- 2월 3일생, O형
- 도쿄 출신

유야 (祐弥) - 기타
- 4월 29일생, A형
- 도쿄 출신

나츠키 (Natsuki) - 베이스
- 9월 11일생, B형
- 도쿄 출신
- Platina → hide and seek → DuelJewel

바루 (ばる) - 드럼
- 2월 4일생, A형
- 도쿄 출신

### 구멤버
사이 (Psy) - (베이스)
- 1997년 1월 - 1998년 7월

타카시 (Takashi) - (기타)
- 1997년 6월 - 1999년 3월
- DuelJewel → 侍～cid～人

카논 (ka-non) - (베이스)
- 1999년 1월 - 2001년 12월

## 음반 목록
| 앨범 - 2001: Lapidary - 2002: Noah - 2006: Visions - 2007: BULLET - 2008: グラスフィア - 2010: Will - 2010: ｢ZERO｣ 모음집 - 2009: "Revive" - 2010: "We Will Melt You" - 유럽 판매. 옴니버스 - 2000: "STONING2" - 2001: "make an epoch" - 2001: "make an epoch 2" - 2003: "LOOP OF LIFE III" - 2004: "HYSTERIC MEDIA ZONE V" - 2004: "Decadence 2004～SPLEEN & IDEAL～" - 2005: "CANNONBALL vol.2" - 2005: "Shock Edge 2005" DVD - 2008: "Jewelry Box" | 데모 테잎 - 1998: "Kaze ～The Winding Garden～" (風～The Winding Garden～) - 2000: "Kuro" (黒) - 2000: "Shiro" (白) - 2000: "Chinmoku" (沈黙) 싱글 - 2003: "Sepia" - 2003: "Vermillion" - 2004: "Nauthiz" - 2005: "The Birth" - 2006: "azure" - 2006: "愛愁メランコリア/Life On..." - 2006: "Life On.../愛愁メランコリア" - 2007: "es" - 2008: "アイオライト" - 2011: "Vamp Ash" |